# Carmine Coppola
Pour les articles homonymes, voir Coppola.
Pour les autres membres de la famille, voir Famille Coppola.
Carmine Coppola (11 juin 1910 - 26 avril 1991) est un auteur et compositeur américain. Il a notamment participé aux bandes originales des films Le Parrain II et III et Apocalypse Now de son fils Francis Ford Coppola.

## Famille
Carmine Coppola est le père de Francis Ford Coppola, réalisateur oscarisé notamment pour Le Parrain, et de Talia Shire, actrice connue pour son rôle d'Adrian dans la saga Rocky. Il a un autre fils, August Coppola, devenu professeur de littérature, lui-même père de l'acteur Nicolas Cage.
Il est également le grand-père de Sofia Coppola, fille de Francis Ford, réalisatrice comme lui.
Sa femme, Italia Coppola, née Pennino et fille du compositeur napolitain Francesco Pennino, est décédée en 2004 à Los Angeles.
Son frère Anton Coppola est également compositeur et chef d'orchestre.
À sa mort, son petit-fils Robert Schwartzman, leader du groupe Rooney, s'est « rebaptisé » Robert Carmine pour lui rendre hommage.

## Biographie
Carmine est né à New York. Il est le fils de Marie (née Zasa) et d'Agostino Coppola.
Coppola joue de la flûte et étudie à la Juilliard School puis à l'école de musique de Manhattan. Durant les années 1940, il travaille pour Arturo Toscanini à l'orchestre symphonique de la NBC. Il quitte l'orchestre en 1951 pour composer.
Pendant cette période, il est surtout chef d'orchestre à Broadway et travaille avec son fils Francis Ford. Il participe à la musique des films Le Parrain II et III, principalement composée par Nino Rota. Ils remportent ensemble l'Oscar de la meilleure musique de film.

## Filmographie

### Compositeur, musicien
- 1960 : L'Appel du ciel (Nebo zovyot) d'Alexander Kozyr et Mikhail Karzhukov (musique de la version américaine)
- 1962 : L'Ouest sauvage et nu (Tonight for Sure) de Francis Ford Coppola
- 1972 : L'intruse (The People) (TV) de John Korty
- 1972 : Le Parrain (The Godfather) de Francis Ford Coppola (musique additionnelle : seulement pour la scène de mariage)
- 1974 : Le Parrain, 2e partie (The Godfather : Part II) de Francis Ford Coppola (musique additionnelle, chef d'orchestre)
- 1975 : Le dernier jour (The Last Days) (TV) de Vincent McEveety
- 1977 : The Godfather: A Novel for Television (feuilleton TV) de Francis Ford Coppola
- 1978 : Mustang: The House That Joe Built (documentaire) de Robert Guralnick
- 1979 : Apocalypse Now de Francis Ford Coppola (composé avec Francis Ford Coppola)
- 1979 : L'Étalon noir (The Black Stallion) de Carroll Ballard
- 1981 : Napoléon d'Abel Gance (film initialement sorti en 1927, Carmine Coppola n'a signé que la musique de la réédition de 1981 et officie comme chef d'orchestre et arrangeur musical)
- 1983 : Outsiders de Francis Ford Coppola
- 1986 : Les Enfants du silence (Children of a Lesser God) de Randa Haines (seulement compositeur de "Godfather Mazurka")
- 1987 : Jardins de pierre (Gardens of Stone) de Francis Ford Coppola
- 1988 : Tucker: L'homme et son rêve (Tucker: The Man and His Dream) de Francis Ford Coppola (seulement compositeur de "Tucker Jingle")
- 1989 : New York Stories - segment "Life without Zoe" de Francis Ford Coppola
- 1989 : Blood Red de Peter Masterson
- 1990 : Le Parrain, 3e partie (The Godfather : Part III) de Francis Ford Coppola
- 1990 : Premiers pas dans la mafia (The Freshman) d'Andrew Bergman

### Acteur
- 1972 : Le Parrain (The Godfather) de Francis Ford Coppola : le pianiste (non crédité)
- 1976 : Deux Farfelus à New York (Harry and Walter Go to New York) de Mark Rydell : le chef d'orchestre
- 1982 : Coup de cœur (One from the Heart) de Francis Ford Coppola : l'homme en couple dans l'ascenseur
- 1989 : New York Stories de Francis Ford Coppola, Martin Scorsese et Woody Allen : un musicien dans la rue
- 1990 : Le Parrain, 3e partie (The Godfather : Part III) de Francis Ford Coppola : le leader du groupe de musique (non crédité)

## Distinctions

### Récompenses
- Oscars 1975 : Meilleure partition originale pour Le Parrain, 2e partie (partagé avec Nino Rota)[1]
- Golden Globes 1980 : Meilleure musique de film pour Apocalypse Now (partagé avec Francis Ford Coppola)

### Nominations
- BAFTA 1980 : Meilleure musique de film pour Apocalypse Now (nommé avec Francis Ford Coppola)
- Golden Globes 1980 : Meilleure musique de film pour L'Étalon noir
- Grammy Awards 1980 : Meilleure album de musique pour le cinéma ou la télévision pour Apocalypse Now (nommé avec Francis Ford Coppola)
- Oscars 1991 : Meilleure chanson originale pour Le Parrain, 3e partie (nommé pour le titre Promise Me You'll Remember composé par Carmine Coppola, interprété par Harry Connick Jr. et écrit par John Bettis)
- Golden Globes 1991 : Meilleure musique de film et meilleure chanson originale pour Le Parrain, 3e partie (nommé pour le titre Promise Me You'll Remember composé par Carmine Coppola, interprété par Harry Connick Jr. et écrit par John Bettis)

## Référence
1. ↑  « Carmine Coppola », sur imdb.com via Wikiwix (consulté le 15 novembre 2023).